# Püssinina
Püssinina är en udde i Estland.   Den ligger i landskapet Saaremaa (Ösel), i den västra delen av landet, 120 km sydväst om huvudstaden Tallinn.
Terrängen inåt land är mycket platt. Havet är nära Püssinina åt nordost.  Närmaste större samhälle är Maasi, 19,7 km väster om Püssinina.